# 아돌프 이오페
아돌프 아브라모비치 이오페(러시아어: Адо́льф Абра́мович Ио́ффе, 1883년 10월 10일~1927년 11월 16일)는 러시아의 혁명가, 언론인, 외교관이다. 심페로폴에서 카라임족 가정에서 태어나 1902년 러시아 사회민주노동당 가입하여 좌파 활동을 시작했다. 다른 러시아 혁명가와 마찬가지로 망명과 시베리아 유형 생활을 보냈으며 1917년에 친구인 레프 트로츠키와 볼셰비키에 합류했다. 10월 혁명 후 본격적으로 외교관 활동을 시작하여 1918년 브레스트-리토프스크 조약과 1922년 라팔로 조약 체결 당시 소련 대표를 맡았다.
1922년부터 중국 대사가 되어 중화민국과의 외교 회복에 힘썼으며, 쑨원-이오페 선언을 통해 쑨원이 이끄는 국민당과의 협력 관계를 구축했다. 이후 오스트리아 대사를 역임했고 1927년 와병 중에 친구이자 정치적 동지인 트로츠키가 실각하자 자살했다.